# Frederick Augustus Porter Barnard

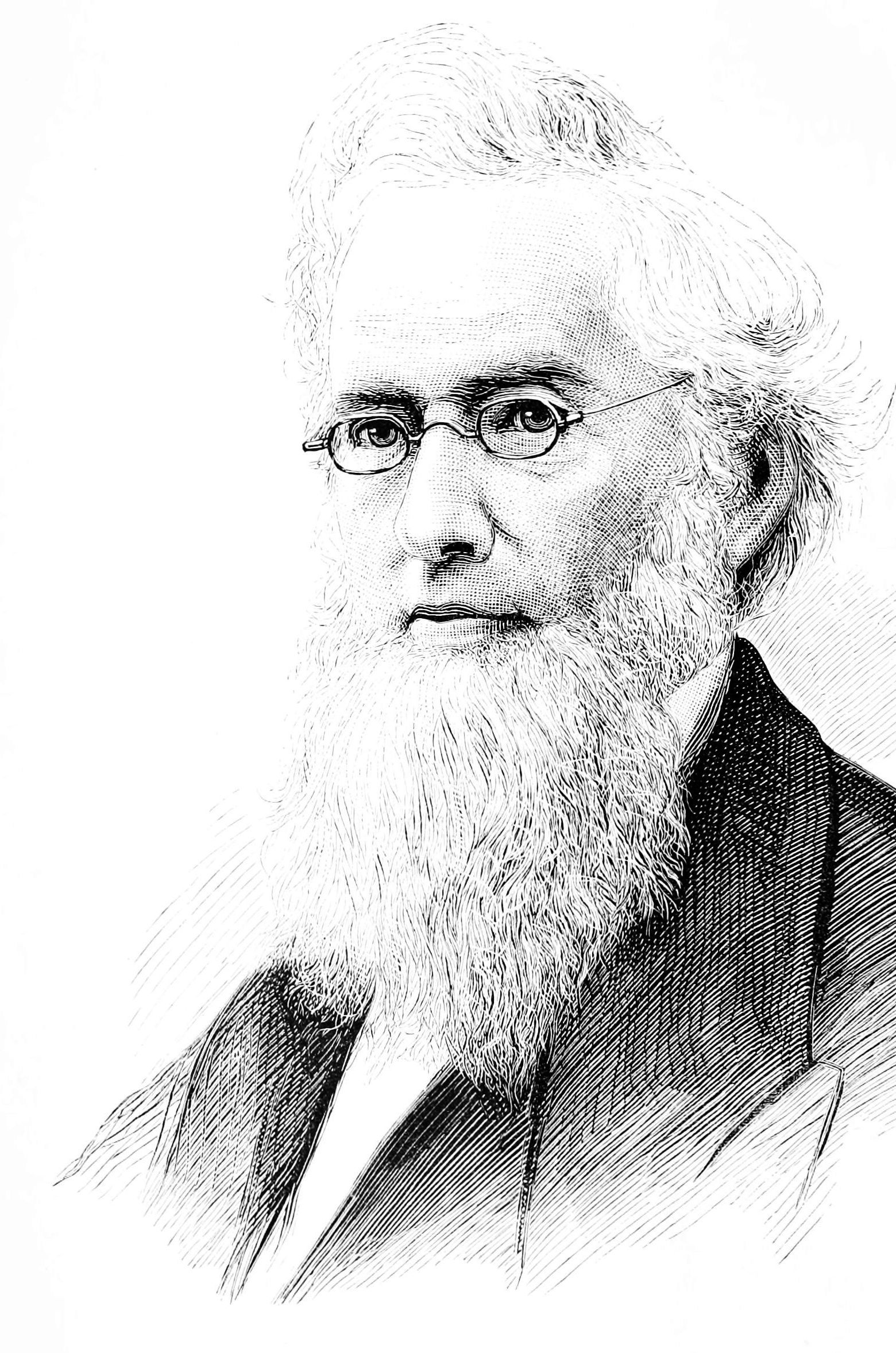
F. A. P. Barnard

Frederick Augustus Porter Barnard (* 5. Mai 1809 in Sheffield, Massachusetts; † 27. April 1889 in New York City)  war ein US-amerikanischer Mathematiker, Kartograph und Naturwissenschaftler.

## Leben
Frederick Barnard studierte an der Yale University mit dem Abschluss 1828. Danach war er zunächst Tutor in Yale. Als er aufgrund eines Erbleidens sein Gehör verlor, wurde er Lehrer am American Asylum for the Deaf and Dumb in Hartford und danach ab 1832 Lehrer am New York Institute for the Instruction of the Deaf and Dumb. Ab 1838 war er Professor für Mathematik und Physik (damals Natural Philosophy genannt) und ab 1848 für Chemie und Naturgeschichte an der University of Alabama. Außerdem lehrte er dort englische Literatur.
1856 wurde er als Diakon der Protestant Episcopal Church ordiniert und wurde Professor für Mathematik und Physik an der University of Mississippi. Ab 1856 war er Kanzler der Universität, ging aber mit Ausbruch des Bürgerkrieges als Anhänger der Union in den Norden nach Washington, D.C., wo er mit astronomischen und geodätischen Arbeiten beschäftigt war; unter anderem beaufsichtigte er die Publikation von Karten des US Coast Survey. 1864 wurde er als Nachfolger von Charles King Präsident des Columbia College, der späteren Columbia University, was er bis 1888 blieb.
Er war 1863 Gründungsmitglied der National Academy of Sciences, der American Academy of Arts and Sciences und 1866 Präsident der American Association for the Advancement of Science. 1871 wurde er gewähltes Mitglied der American Philosophical Society. Mit Arnold Henry Guyot war er Herausgeber von Johnson’s New Universal Cyclopaedia von 1876.
Sein Bruder John G. Barnard war Leiter der United States Military Academy und General im Bürgerkrieg.

## Schriften
- Treatise on Arithmetic (1830)
- Analytical Grammar with Symbolic Illustration (1836)
- Letters on Collegiate Government (1855)
- History of the United States Coast Survey (1857)
- Recent Progress in Science (1869)
- The Metric System (1871)